# Дженифър Хайман
Дженифър Хайман (на английски: Jennifer Hyman) е американска предприемачка.
Родена е на 24 август 1980 година в Ню Йорк и израства в предградието Ню Ръшел. През 2002 година получава бакалавърска степен по обществени науки, а през 2009 година защитава магистратура по бизнес администрация в Харвардския университет. През същата година основава със своята колежка от Харвард Дженифър Флейс компанията „Рент дъ Рънуей“, която за няколко години надхвърля обем на продажбите от 100 милиона долара чрез онлайн услуги за даване под наем на луксозно облекло и аксесоари.